# Pirsin superficial

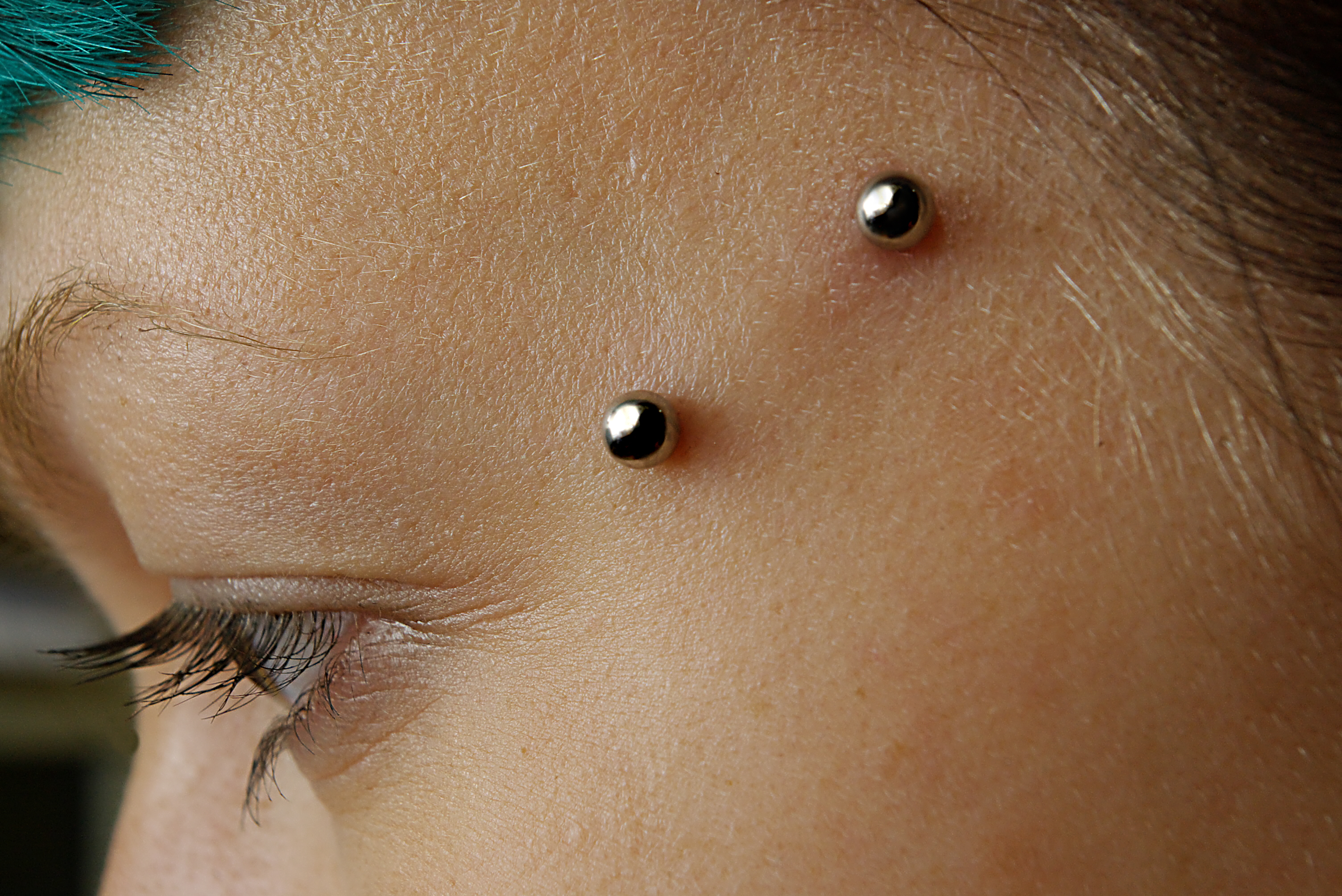
Una perforación anti-ceja es un ejemplo de piercing superficial.

Un piercing superficial (en inglés: surface piercing) es un tipo de modificación corporal que consiste en insertar cuentas, anillos o joyas en zonas que no son cóncavas o convexas. En este caso, la perforación no es tan profunda y penetra solo una parte mínima de la superficie de la piel. Generalmente se realizan dos perforaciones. Las razones para esta práctica obedecen a temas culturales o estéticos.
A veces los pírsines superficiales son difíciles de curar, ya que el cuerpo rechaza los objetos insertados. Un buen procedimiento y una joya adecuada, por ejemplo un pirsin de titanio de grado implante, puede evitar inconvenientes. La práctica implica riesgos, pero si se realiza un buen procedimiento, la herida puede sanar entre 2 y 3 semanas, de lo contrario, podría extenderse por varios años y de manera indefinida. Otro riesgo es que la piel quede con cicatrices después de la remoción.

## Tipos de pírsines superficiales
Existen varias partes del cuerpo donde se puede realizar algún tipo de pirsin superficial. Algunas pueden ser más dolorosas que otras, pero en general, se suele hacer con fines meramente estéticos. Entre las más populares está el de ceja y el de la perforación en el puente de la nariz. El Hand web piercing es una de las menos conocidas y se hace comúnmente entre el dedo índice y el dedo pulgar.

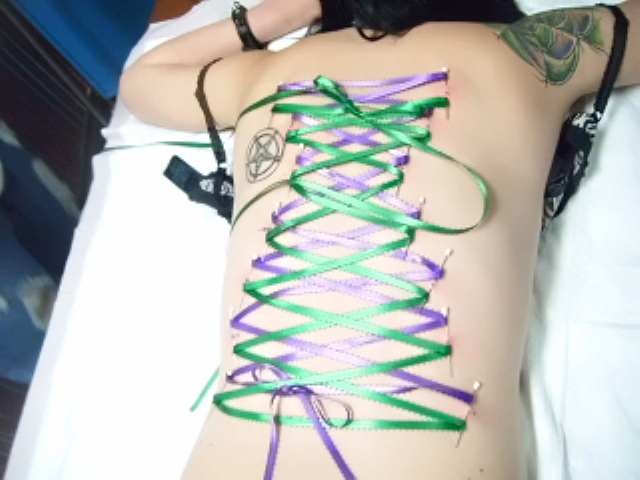
Corset piercing: aquellos que se realizan en la columna vertebral.
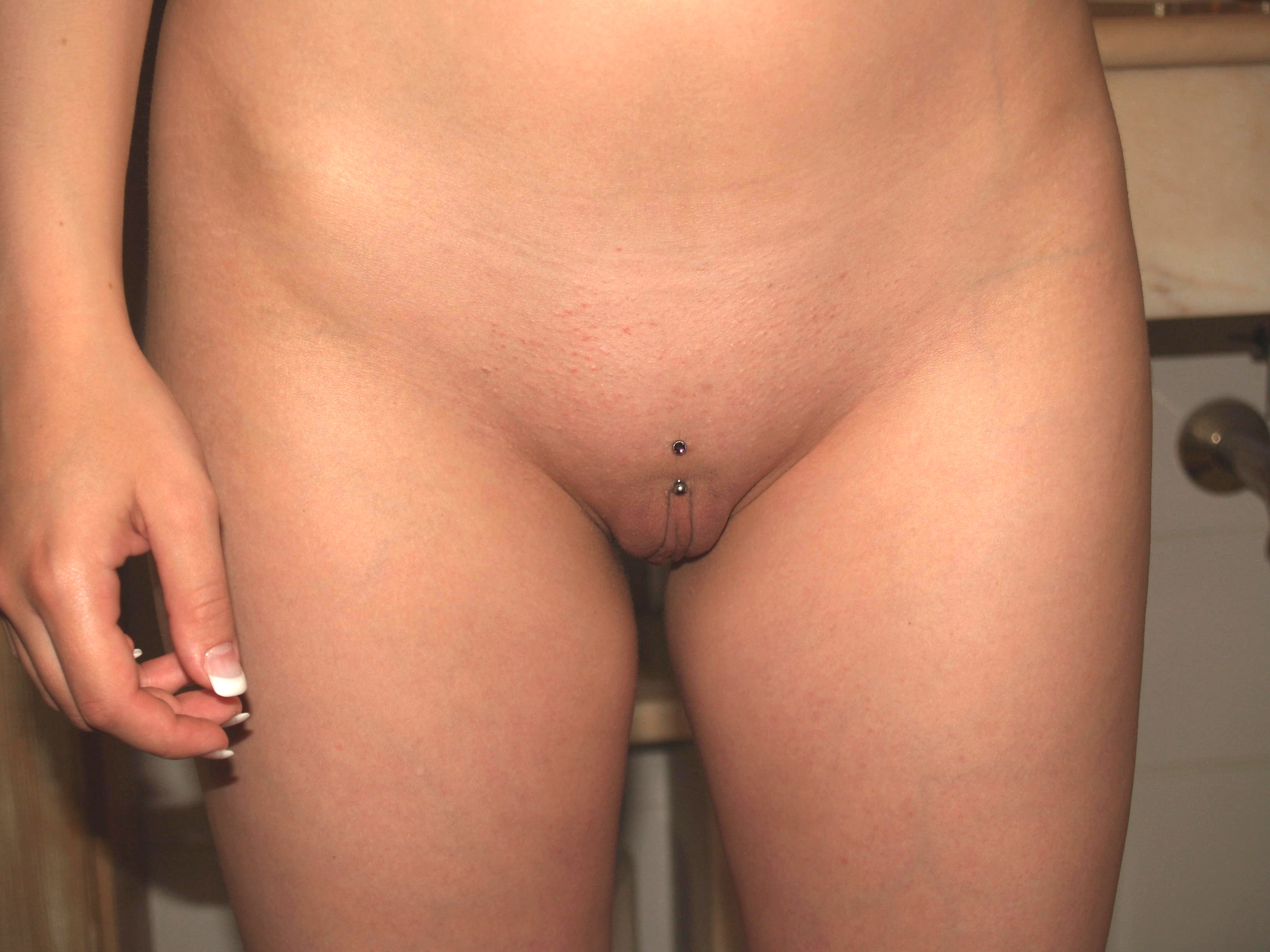
Christina piercing: la perforación se hace en los labios genitales de la mujer.
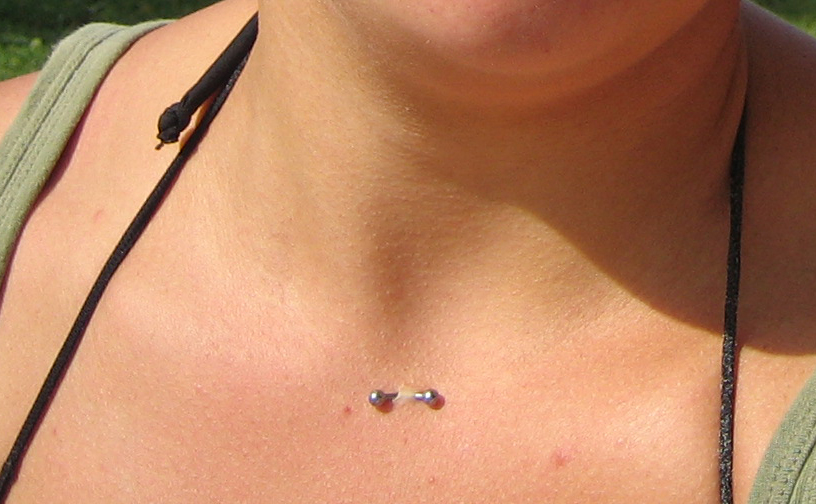
Madison piercing: es una perforación que se realiza en la parte frontal del cuello.
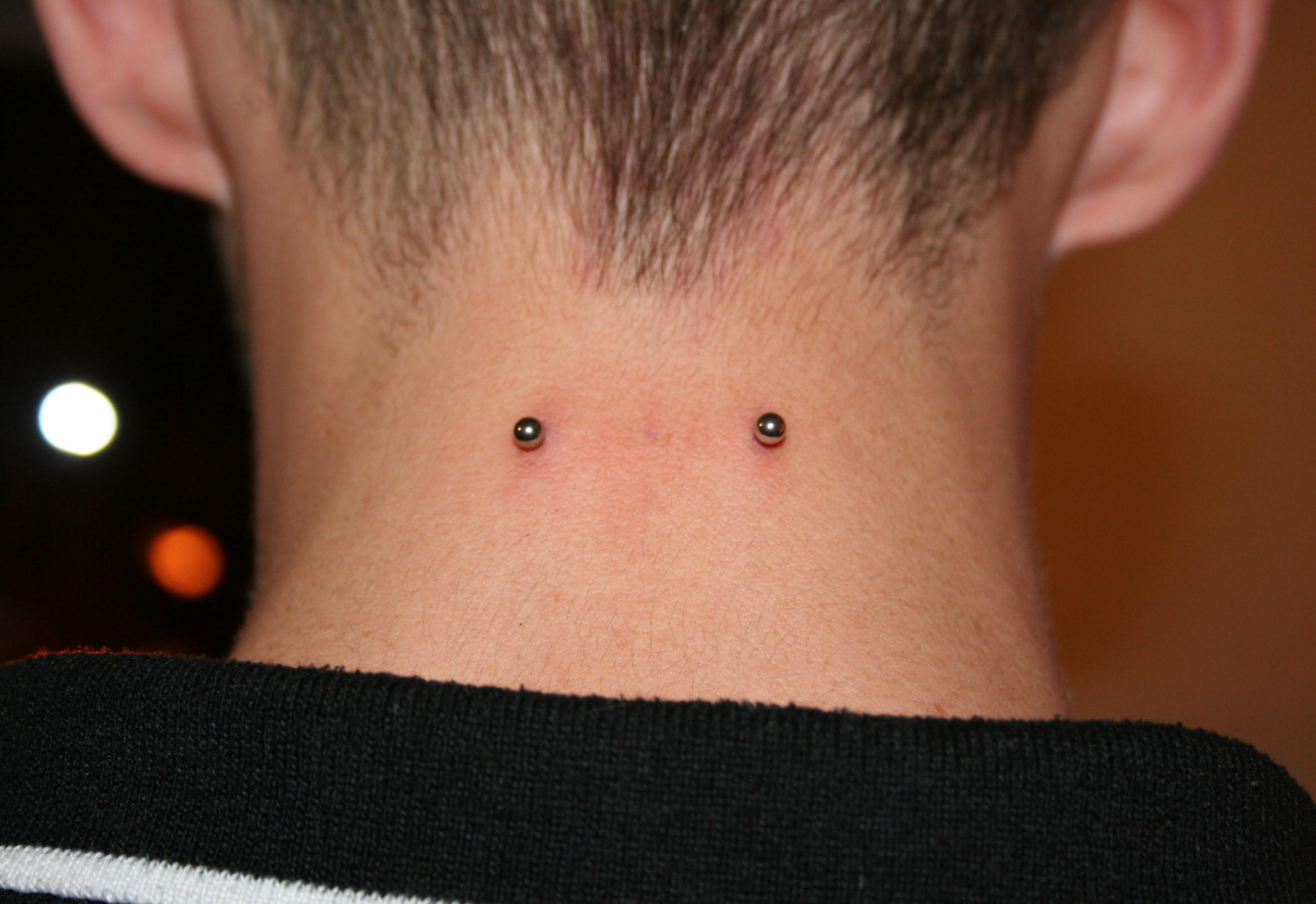
Nape piercing: aquella que se realiza en la nuca.
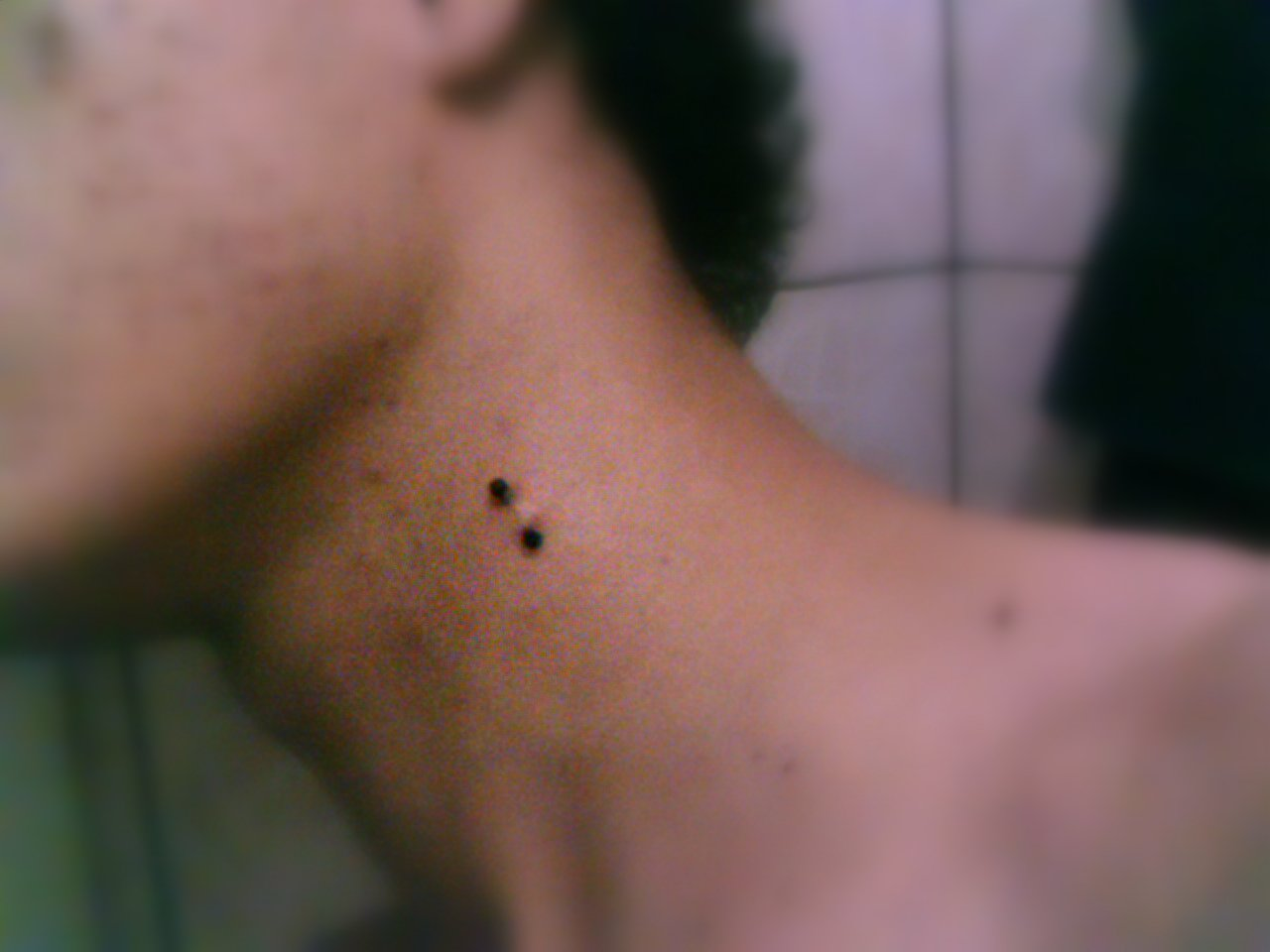
Neck piercing: en esta, la perforación se hace en la parte lateral del cuello.
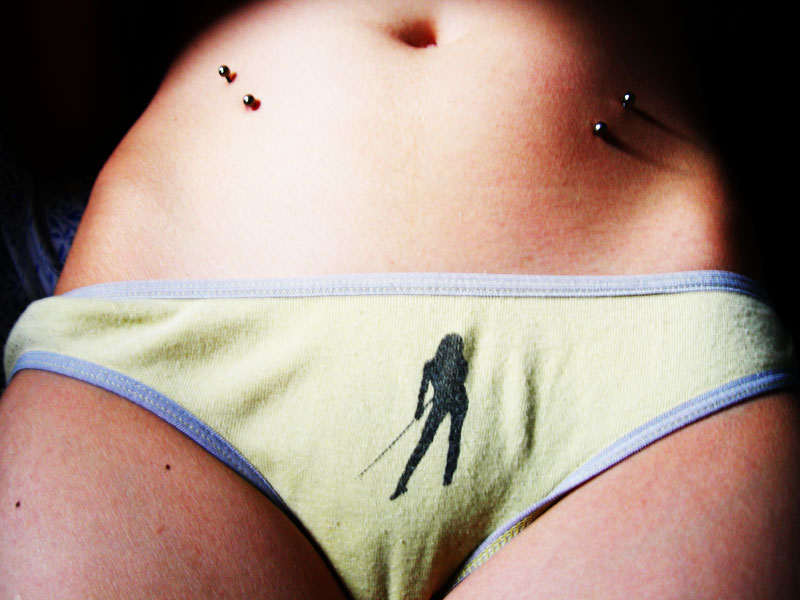
Hip piercing: es una incisión que va en la cadera, muy cerca de la zona pélvica.
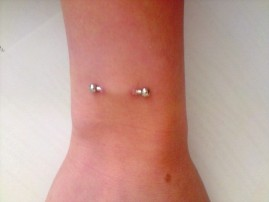
Wrist piercing: la perforación se realiza en la muñeca.
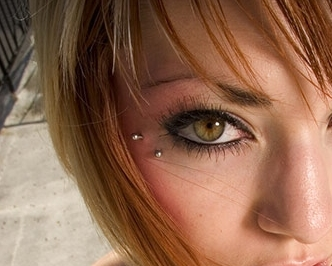
Anti-eyebrow: el corte va por encima del hueso de la mejilla o debajo de la ceja.
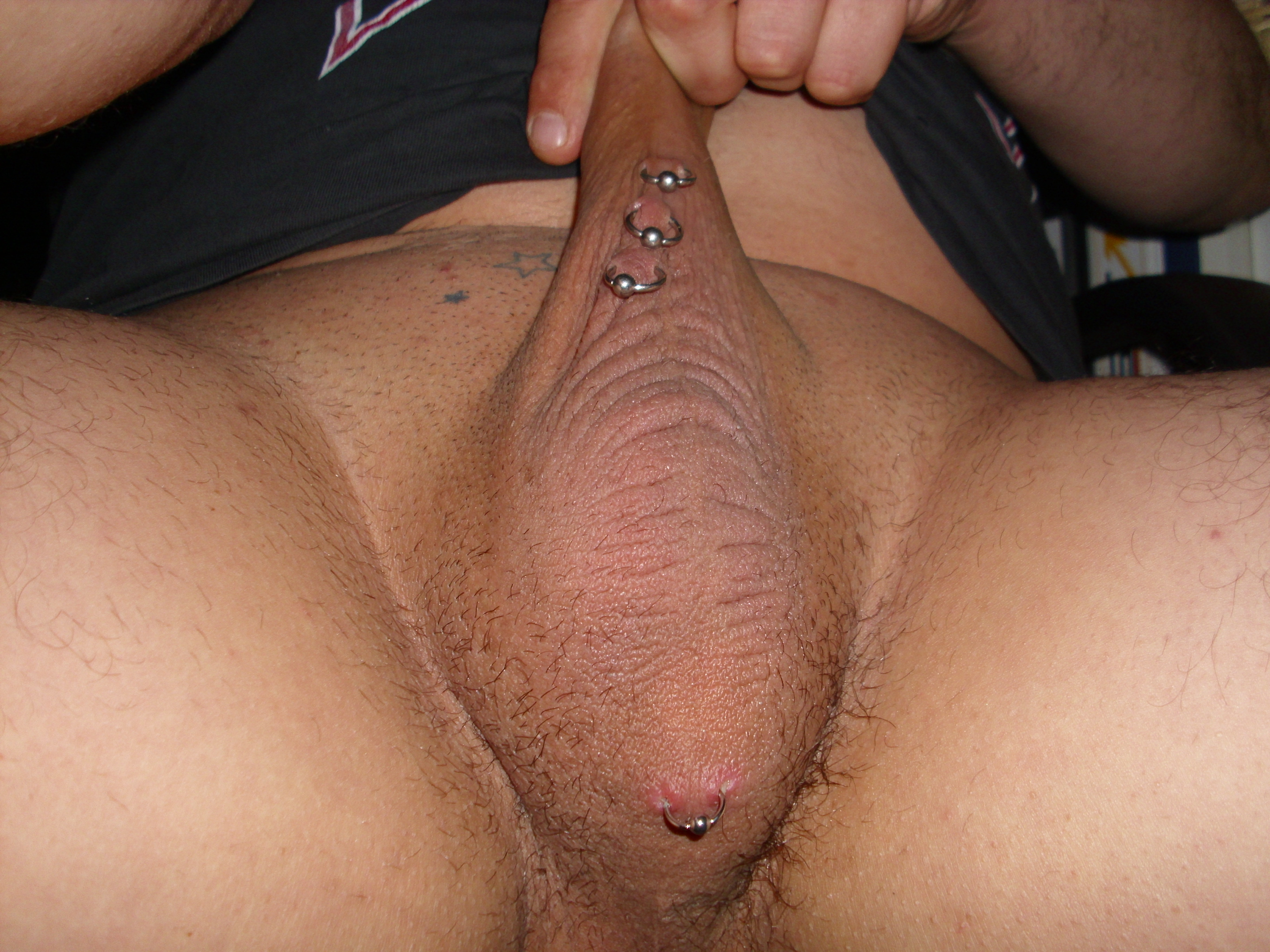
Hafada piercing: aquel que se realiza en la parte del escroto.
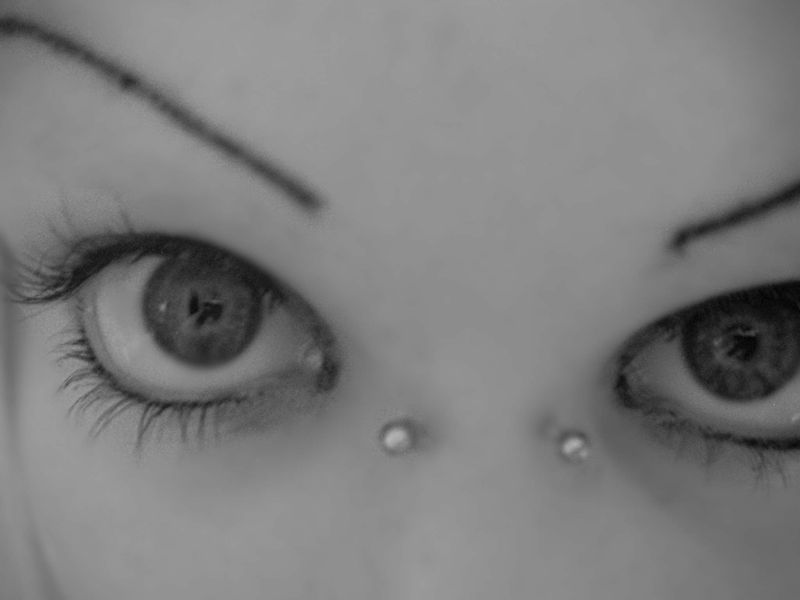
Bridge piercing: se realiza en la parte superior de la nariz.
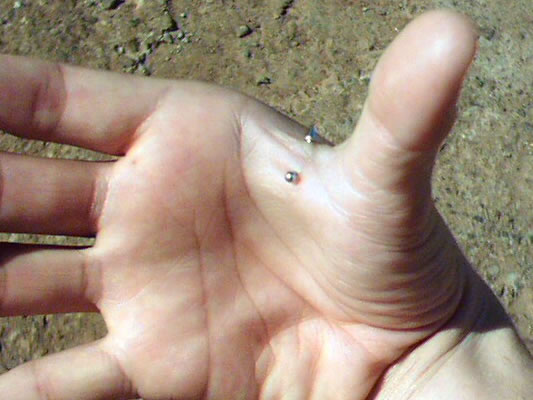
Hand web piercing: se hace entre el dedo índice y el pulgar.
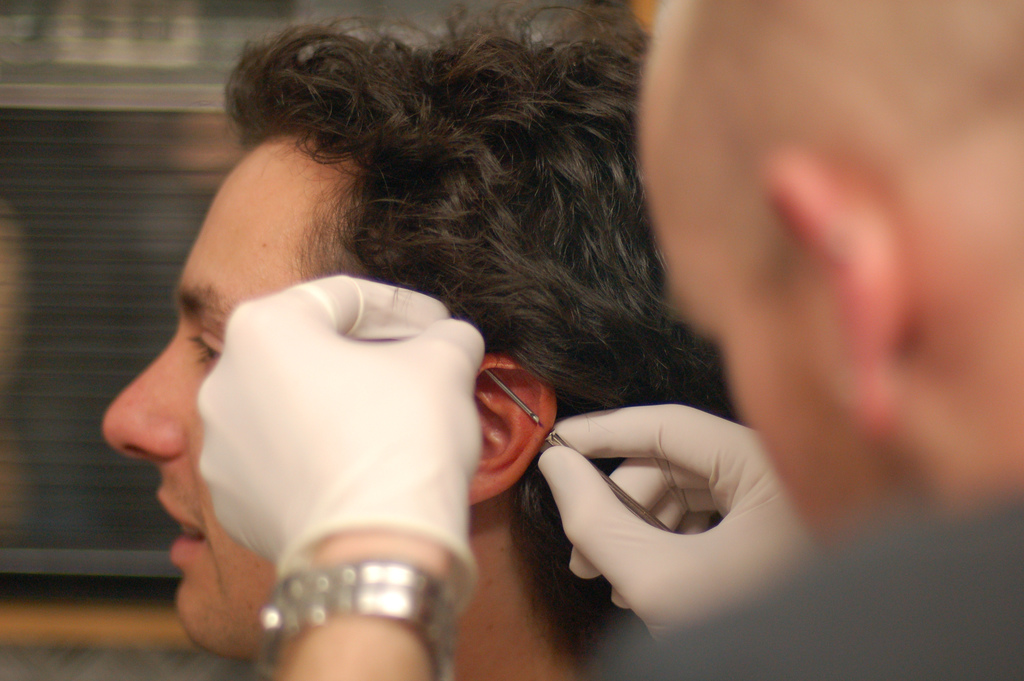
Industrial piercing: en este se hace una doble perforación del cartílago superior de la oreja.

## Riesgos
Las personas que se someten a este tipo de modificaciones no están exentas de sufrir riesgos. Los objetos insertados pueden sufrir rechazos y, en algunos casos, la persona puede presentar irritaciones y otros problemas relacionados con el flujo sanguíneo.